# بابيلونوكيا

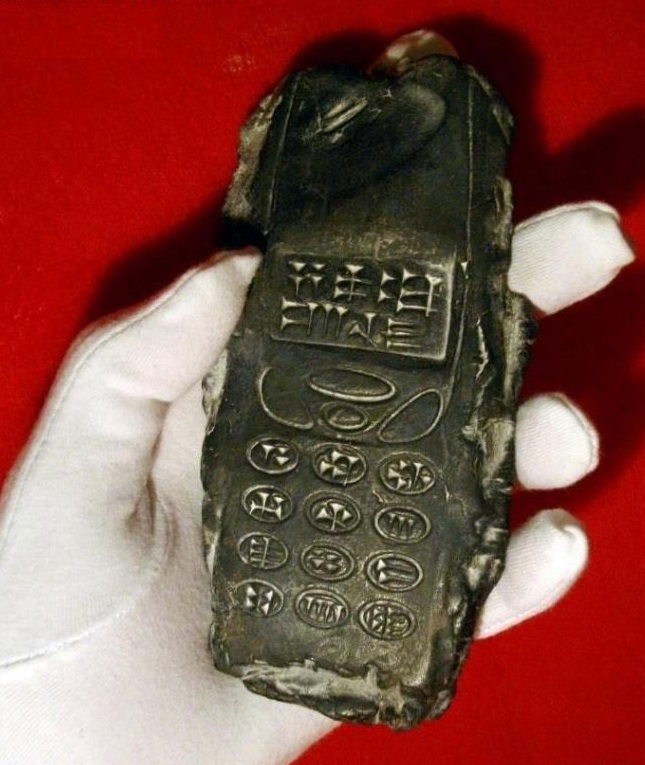
بابيلونوكيا

بابيلونوكيا (و المعروف أيضا باسم نوكيا-البابلي، خلوي الفضائيين) هو عمل فني أنتجه كارل فاينجرتنير من الصلصال على شكل هاتف خلوي  وذلك في عام 2012. مفاتيحه وشاشته مكتوبة باللغة المسمارية.
قام فاينجرتنير بصناعة هذا العمل ضمن محاولته لتمثيل عملية نقل المعرفة من العالم القديم إلى الحاضر. مواقع العلوم الكاذبة ومواقع الاثار المزيفة حاولت تقديم العمل على أنه صورة لعمل أثري تاريخي بعمر يقدر بحوالي 800 عام. وليتم بعدها اطلاق فيديو من أجل إشهار الكذبة على اليوتيوب لجذب المشاهدات. ولتقوم بعده بعض مصادر الاخبار العالمية بنقل الخبر وكأنه حدث حقيقي مجهول. الطبعة تم انتاجها عن جهاز سوني إيريكسون يعود لفترة تسعينيات القرن العشرين.

## فكرة التصميم
فكرة التصميم مستوحاة من خلال جولة تعريفية في متحف الاتصالات في برلين، تحت عنوان «من المسمارية إلى عصر الرسائل القصيرة - وسيلة وحيدة للاتصال»، والذي يتناول السلبية والتأثيرات العالمية لتكنولوجيا المعلومات، وخلق فاينغارتنر قرص من الطين بالطريقة المسمارية عليه علامات مثل الهاتف المحمول.
هذا التصميم بواسطة الطين في الأساس نموذج لهاتف محمول لشركة سوني اريكسون من فترة 1990، وقام الفنان باستخدام الكتابة المسمارية كمثال لبداية السجلات المكتوبة في حقبة بابل إمبراطورية العالم من العصور القديمة، مصنوع بالكامل من الطين ويزن 91 غراما وأبعاده حوالي 13.5×6.5×0.8 سم.
العمل الفني فريد من نوعها ويتم الاحتفاظ به في مستودع خاص. وهو متوفر عند الطلب للأستعارة من قبل المتاحف والمعارض.

## معلومات مزيفة
في عام 2017 قام فاينغارتنر بنشر صورة من هذا العمل على موقع الفيسبوك كجزءا من بيع أعماله تحت اسم بابيلونوكيا "BabyloNokia"، قامت بعض الصحف بنشر صورة العمل تحت عنوان «800 عاما لهاتف محمول وجد في النمسا» وقال محرر المجلة بوصف الجسم الغريب أنه يعتقد أن صورة بابيلونوكيا كانت دليلا على أن وكان رواد الفضاء القديم زارت الأرض في الماضي. صحيفة ديلي ميل اكسبريس أرسلت أيضاً صورة فاينغارتنر دون دليل، وادعى أن الحرفية قد تعود إلى قبل الميلاد القرن ال13.
وفي معرض حديثه عن استخدام الصورة من خلال مواقع هامشية والصحافة، وقال فاينغارتنر «تم استخدام الصورة دون علمي ودون موافقتي. انها ليست ما أريد. أنا لا أؤمن بالخرافات ولا أؤمن بوجود كائنات فضائية».

## روابط خارجية
- HuffPostUS: http://www.huffingtonpost.com/entry/ancient-babylonian-nokia-isnt-ancient-babylonian-nor-a-nokia_us_568d70abe4b0c8beacf5630b
- Canada Journal: http://canadajournal.net/science/is-this-an-800-year-old-mobile-phone-video-40526-2016/
- Rio de Janeiro: http://oatual.com.br/imagem-de-telefone-celular-de-800-anos-encontrado-por-arqueologos-causa-discussao-apos-ser-publicada-nas-redes-sociais/
- Daily Mail:http://www.dailymail.co.uk/sciencetech/article-3379210/An-800-year-old-mobile-phone-left-ALIENS-Austria-according-latest-bizarre-claims-conspiracy-theorists.html
- Indonesian News: http://en.sindonews.com/read/1073923/198/800-year-old-mobile-phone-left-behind-by-aliens-in-austria-1451717378
- Independent: http://www.independent.co.uk/news/science/800-year-old-mobile-phone-found-conspiracy-theorists-excited-by-almost-certainly-hoax-claim-to-have-a6792741.html
- Iraqi Dinar News: http://iraqidinarchat.net/?p=39894
- India TV NEWS: http://www.indiatvnews.com/buzz/blah/archaeologists-discover-800-yr-old-alien-mobile-145.html
- Korean Times: http://www.koreatimes.co.kr/www/news/world/2016/10/524_194643.html
- The British Journal: http://www.thebritishjournal.com/science/researchers-discover-800-year-old-alien-mobile-phone-in-austria-96-2015/
- Hindi News: http://www.india.com/hindi-news/others/800-year-old-mobile-phone-found-in-austria/
- Journal Metro: http://journalmetro.com/opinions/inspecteur-viral/900085/non-un-telephone-vieux-de-800-ans-na-pas-ete-decouvert/
- Giornalettismo: http://www.giornalettismo.com/archives/1988157/la-bufala-del-telefonino-in-argilla-800-anni-scoperto-austria/
- Excelsior: http://www.excelsior.com.mx/global/2015/12/30/1066127
- Digital: http://www.ynet.co.il/articles/0,7340,L-4746208,00.html
- RUDA NET: http://rudaw.net/arabic/lifestyle/31122015
- https://artreplik.wordpress.com/2016/03/12/mein-zweites-leben-nach-dem-hype/